# Mailly-Raineval
Mailly-Raineval – miejscowość i gmina we Francji, w regionie Hauts-de-France, w departamencie Somma.
Według danych na rok 1990 gminę zamieszkiwały 174 osoby, a gęstość zaludnienia wynosiła 12 osób/km² (wśród 2293 gmin Pikardii Mailly-Raineval plasuje się na 823. miejscu pod względem liczby ludności, natomiast pod względem powierzchni na miejscu 214.).